# راتو سافيناكا ناكاليفلو
راتو سافيناكا ناكاليفلو (بالإنجليزية: Ratu Nakalevu)‏ (7 مارس 1994 - ) هو لاعب كرة قدم فيجي، يلعب كمدافع، شارك في كرة القدم في الألعاب الأولمبية الصيفية 2016.

## روابط خارجية
- راتو سافيناكا ناكاليفلو على موقع الاتحاد الدولي (مؤرشف)  (الإنجليزية)
- راتو سافيناكا ناكاليفلو على موقع قاعدة بيانات كرة القدم.إي يو (الإنجليزية)
- راتو سافيناكا ناكاليفلو على موقع ناشيونال فوتبول تيمز (الإنجليزية)
- راتو سافيناكا ناكاليفلو على موقع أوليمبيديا (الإنجليزية)